# Херхан
Херхан (вірм. Խերխան, азерб. Xarxan) — село у Мартунинському районі Нагірно-Карабаської Республіки. Село розташоване за 25 км на південний захід від міста Мартуні, за 1 км на північний захід від села Цоватех та поруч з селами Колхозашен, Момна, Сарушен та Схторашен.

## Пам'ятки
В селі розташована церква Святого Геворга 19 століття, цвинтар 19 століття та джерело 19 століття.